# 佐藤芳之
佐藤 芳之（さとう よしゆき、1939年 - ）は、ケニア在住の日本人実業家である。

## 略歴
1939年、宮城県志津川町（現在の南三陸町）で生まれる。小学三年生の時に左目を失明する。1963年、東京外国語大学を卒業した後、ガーナ大学の大学院に留学した。一時帰国後、1966年からケニアに渡って5年間、日系繊維企業に就職して経験を積み、後に鉛筆製造と建材を扱う会社を起業。1973年に訪れたナイロビの農業試験場でマカダミアナッツに出会って感銘を受け、日本政府や明治製菓の協力をとりつけ、翌1974年、食品会社のケニア・ナッツ・カンパニー（KNC）を立ち上げた。同社は1990年代にはマカダミアナッツ生産量で世界トップ3の一角となる成長を遂げる。2008年、所有するKNCの株式を1株を残して幹部社員らにすべて譲渡する傍ら、ルワンダの公衆衛生改善を目指し、バクテリアを利用した公衆衛生事  業会社「オーガニック・ソリューションズ・ルワンダ」を設立。京都府立大学大学院の石井孝昭教授 の協力を得、現地の原材料で安く作れる「消臭浄化剤」を生産し、ルワンダ政府を巻き込んだ公衆衛生事業の展開を開始した。

## テレビ出演
- 日経スペシャル カンブリア宮殿 チャレンジに年齢は関係ない！ その気になれば何でもできる！（2011年5月19日、テレビ東京）[4]

## 書籍

### 著書
- 『OUT OF AFRICA アフリカの奇跡 世界に誇れる日本人ビジネスマンの物語』（2012年7月20日、朝日新聞出版）ISBN 978-4023310667
- 『歩き続ければ、大丈夫。 アフリカで25万人の生活を変えた日本人起業家からの手紙』（2014年11月1日、ダイヤモンド社）ISBN 9784478022382